# Liste der Monuments historiques in Saint-Loup-Terrier
Die Liste der Monuments historiques in Saint-Loup-Terrier führt die Monuments historiques in der französischen Gemeinde Saint-Loup-Terrier auf.

## Liste der Immobilien
| Bezeichnung    | Beschreibung           | Standort               | Kennzeichnung | Schutzstatus | Datum | Bild           |
| -------------- | ---------------------- | ---------------------- | ------------- | ------------ | ----- | -------------- |
| Kirche St-Loup | ab dem 12. Jahrhundert | Rue de l’Église (Lage) | PA00078501    | Classé       | 1984  | weitere Bilder |

## Liste der Objekte
| Bezeichnung                      | Beschreibung                | Standort                     | Kennzeichnung | Schutzstatus | Datum | Bild |
| -------------------------------- | --------------------------- | ---------------------------- | ------------- | ------------ | ----- | ---- |
| Grabstein für Alix du Planier    | Stein, 15. Jahrhundert      | in der Kirche St-Loup (Lage) | PM08000463    | Classé       | 1908  |      |
| Taufbecken                       | Stein, 12. Jahrhundert      | in der Kirche St-Loup (Lage) | PM08000462    | Classé       | 1908  |      |
| Skulptur Heiliger Lupus          | Eichenholz, 16. Jahrhundert | in der Kirche St-Loup (Lage) | PM08000464    | Classé       | 1964  |      |
| Grabstein für Claude de Saivelle | Marmor, bezeichnet 1626     | in der Kirche St-Loup (Lage) | PM08000465    | Classé       | 1964  |      |